# My Turn (песня Мартины Барты)
«My Turn» (с англ. — «Моя очередь») — песня чешской певицы Мартины Барты, представленная на конкурсе «Евровидение-2017» в Киеве.

## Евровидение
15 февраля 2017 года Барта была объявлена представителем Чехии на Евровидении 2017 года. 21 февраля была выбрана песня. Аудиозапись песни была выпущена 7 марта, а премьера клипа состоялась 13 марта. 29 марта песня выпущена в цифровом формате.
Барта исполнила «My Turn» в первом полуфинале «Евровидение 2017», который состоялся в Международном выставочном центре в Киеве в ночь на 9 мая 2017 года. Барта заняла 13 место с 83 баллами, и тем самым она не смогла выйти в финал. Финальный рейтинг «Евровидения 2017» показал, что Мартина Барта с песней «My Turn» заняла 33 место среди 42.

## Композиция
| №  | Название  | Длительность |
| -- | --------- | ------------ |
| 1. | «My Turn» | 2:58         |

| Регион   | Дата          | Формат                | Лейбл           |
| -------- | ------------- | --------------------- | --------------- |
| Весь мир | 7 марта 2017  | Аудио                 | н/д             |
| Весь мир | 13 марта 2017 | Музыкальный видеоклип | н/д             |
| Весь мир | 29 марта 2017 | Digital download      | Universal Music |